# 中国中央电视台农业农村频道
- 關於1996年1月1日~2019年7月31日由农业农村部与中央电视台合办的农业节目，請見「CCTV-7农业节目」。
- 關於原CCTV-7农业节目的制作单位，现为本频道节目供应方之一，請見「中国农业电影电视中心」。
- 關於1996年1月1日~2019年7月31日中央电视台农业节目的播出平台，請見「中国中央电视台军事·农业频道」。
- 關於2019年8月1日之后的央视七套，請見「中国中央电视台国防军事频道」。

中国中央电视台农业农村频道（频道号：CCTV-17）是中央广播电视总台（中国中央电视台）拥有的一条以普通话广播的免费电视频道。该频道以农业农村相关节目为主，2019年8月1日早上7时开始试播，同年9月23日晚上19时正式开播。

## 历史

### 起源
1958年北京电视台（今中央电视台）开播之后即开播了农业电视节目。当时北京电视台的农业节目穿插在新闻、科普栏目中，并未形成独立栏目。1983年10月，中华人民共和国农牧渔业部宣传司与央视社教部合作开办了《农业知识》栏目，这是中国大陆的第一个农业专业电视栏目；并于1987年创办《农业教育与科技》栏目。

### 合办频道时期

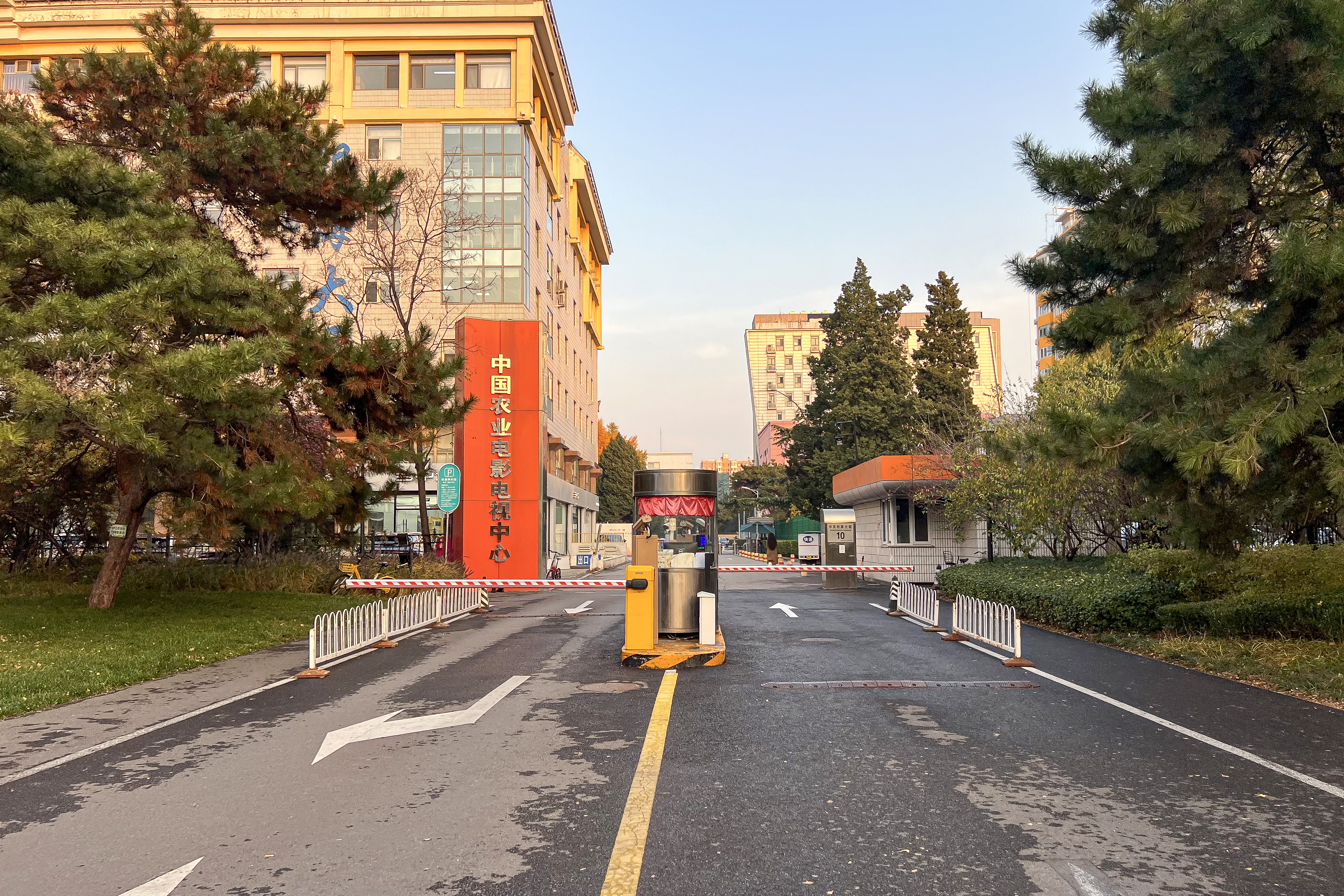
中国农业电影电视中心为农业农村部直属正局级事业单位，曾是CCTV-7农业节目的制作方，现为CCTV-17的节目供应方之一

1995年11月，由农业部（现在的农业农村部）与中央电视台合办，中国农业电影电视中心负责制作的中央电视台第七套农业节目试播，1996年1月1日正式播出，是唯一的国家级对农电视媒体。之后科教及少儿节目先后撤出CCTV-7，CCTV-7也改为开路卫星频道，而农业节目仍在CCTV-7占据一席之地。
在城乡一体化推进中，农业节目迅速成长，以对农宣传的贴近性、专业性、权威性，形成“服务引领、公益三农”的特色定位和真诚朴实的频道风格。截止到2016年，CCTV-7全国观众覆盖规模达12.7亿，居全国第一。农业节目每天播出8小时，宣传“三农”政策，传播致富经验，推广农业科技，弘扬乡土文化，搭建农民的话语平台，抒发乡土情怀，构建起类别多样的电视栏目群，形成了常规节目、特别节目和大型活动相互促进的频道架构，被誉为“最真诚的电视频道”。
中国农业电影电视中心拥有独立的官方网站“农视网 ”，也同时拥有独立的广告招商与经营管理的权限，农影中心招商的广告不计入央视的广告收入当中。该频道在播出农业节目时段的内容时，有时会出现“CCTV7农业频道”的呼号，但仅限于对农业节目的宣传使用。
2019年3月起，中国农业电影电视中心制作的节目开始启用“农影智造”宣传呼号，节目落款也同时改为“农影智造”和中国农业电影电视中心，并在农业节目的前后附带“农影智造，专业有用”的宣传片。

### 分拆
2019年6月，中国網路社交平台出现旧CCTV-7即将被拆分的传闻。有记者向央视工作人员确认，并得到证实；多份公开文件也证实了此事。2019年7月26日，央视宣布国防军事频道即将开播的同时，也宣布原先在CCTV-7播出的农业节目将转移至新成立的农业农村频道播出，并于7月29日举行了新频道试播发布会。新频道于北京时间2019年8月1日早上7时开始试播，并于北京时间同年9月23日（秋分暨中国农民丰收节）晚上19时正式开播。该频道继承原CCTV-7的频谱资源，故以无线方式及卫星接收机正常接收原央视七套之观众在8月1日之后均可正常收看中国中央电视台农业农村频道的节目，而有线电视、IPTV方面则根据各地实际情况而定。
2019年10月1日，中国中央电视台农业农村频道与综合、中文国际、国防军事、新闻等频道并机直播国庆70周年特别报道、阅兵式、群众游行与联欢晚会。
2020年4月4日清明节全国哀悼日期间，该频道与CCTV-1/2/6/7/10/12/13/14等频道全天并机播出《朝闻天下》、《新闻直播间/战疫情清明特别节目》、《新闻30分》、《共同关注》、《新闻联播》、《焦点访谈》、《东方时空》、《新闻调查》和《24小时》。
2021年2月11日起，该频道更换新版总体包装。

## 节目
根据试播发布会上的介绍，相比此前的军事农业频道，CCTV-17农业农村频道的定位将更加清晰，在节目设置上更加紧密结合自身定位，并成为“三农”宣传“国家队”。全天涉农节目也将从原先的每天8小时扩充到每天18小时，包括资讯类节目《聚焦三农》、《科技链》、《致富经》、《城乡之间》、《农经直通车》；纪实栏目《美丽中国乡村行》、《乡土·中国》、《印象·乡村》；文艺节目《乡村大舞台》、《乡约》，以及電視劇。
2019年9月23日（秋分日暨中国农民丰收节当天），该频道正式开播后，一部分节目再次改版，但绝大多数在试播时期播出的节目则被停播或更名，调整后的节目主要包括：三农新闻资讯和评论节目《乡村振兴资讯》、《乡村振兴面对面》、《农业产经週刊》；专题纪实节目《攻坚日记》、《遍地英雄》、《乡土·中国》、《大地讲堂》；服务节目《田间示范秀》、《谁知盘中餐》、《乡理乡亲》、《致富经》、《我爱发明》；文化综艺节目《我的美丽乡村》、《乡约》、《乡村大舞台》、《遍地英雄》（週末版）等，傍晚时段则安排播放乡土题材的电视剧。频道还设立了用于垫播的间场节目《耕耘天地》和《翱翔田野》（现为《地球村日记》或者歌曲展播）。该频道还会在重大节日、纪念日期间，根据总编室的排播计划，安排对应新闻、专题、文艺节目的同步直播或重播。
2020年9月22日（秋分日暨中国农民丰收节当天），该频道再度改版。本次改版一是频道节目编排突出系统性，将电视剧移出晚间黄金时段，用核心原创节目占据核心时段资源。二是新闻节目板块强化权威性，全新推出日播新闻栏目《中国三农报道》，进一步凸显涉农宣传主阵地标识。三是专题节目板块壮大服务性，全新推出升级改版栏目《三农群英汇》，同步推进《致富经》、《乡理乡亲》、《乡土中国》等多档专题栏目提质升级。四是文艺节目板块提升贴近性，全新推出大型农业技能挑战类季播节目《超级新农人》，推进《乡村大舞台》、《我的美丽乡村》、《乡村栏目剧场》升级改版。五是重大品牌项目加强规划性，精心筹备“中国农民丰收节主题晚会”、“2020年全国脱贫攻坚奖特别节目”，创新推出大型农村户外演讲特别节目《携手奔小康》、《乡村振兴人物榜》（暂定名）推选活动。

### 现播出节目
| - 《三农长短说》 - 《共富经》 - 《乡村大舞台》 - 《谁知盘中餐》 - 《田园帮帮团》 - 《乡理乡亲》 - 《我爱发明》 - 《大地讲堂》 - 《地球村日记》 - 《超级新农人》 - 《三农群英汇》 - 《农业气象》 - 《乡村剧场》 - 《田野里的歌声》 - 《振兴路上》 |

### 已停播节目
| - 《乡约》 - 《我的美丽乡村》 - 《乡土中国》 |

### 试播时期的节目
（2019年8月1日~2019年9月22日，绝大多数的节目被更名或停播）

| 中国农业电影电视中心製作： - 《聚焦三农》 - 《印象·乡村》 - 《农经直通车》 - 《扶贫行动》 - 《农博士来了》 - 《城乡之间》 - 《科技链》 |